# Sydrall
Sydrall (Rallus antarcticus) är en hotad sydamerikansk fågel i familjen rallar.

## Utseende och läten
Sydrallen är en liten (20 cm) och väl markerad rall. Ovansidan är svartstreckat beigebrun, undersidan ljust skiffergrå med brun anstrykning på bröstsidorna. Nedre delen av buken och undergumpen är svart med vita tvärband och undre stjärttäckarna är vita. Ögat är rött, näbben smutsröd och benen rödrosa.
Lätet består av en serie med fem till tio gälla "pi-ric" inledda med ett enkelt "pic". Även ett högljutt "pi-choj" och ett nyligen beskrivet "tri-ti-ti-ti-ti-ti" hörs.

## Utbredning och systematik
Sydrallen förekommer i sankmarker i södra Sydamerika från centrala Chile och Argentina till Tierra del Fuego. Den behandlas som monotypisk, det vill säga att den inte delas in i några underarter.

## Levnadssätt
Sydrallen förekommer i våtmarker på den patagonska stäppen med stora bestånd av täta och cirka två meter höga Schoenoplectus californicus och öppnare områden täckta av Myriophyllum och frodigt, grönt gräs. Arten tros vara delvis flyttfågel, där de sydligaste populationerna rör sig norrut efter häckningen.

## Status
Fram till 1998 hade endast tre fynd gjorts sedan 1900 och inga sedan 1959. Eftersökningar visar att den är vidare spridd och vanligare än man tidigare befarat. Världspopulationen uppskattas dock ändå vara liten, högst 10.000 vuxna individer. Den tros också minska i antal, varför Internationella naturvårdsunionen IUCN betraktar den som hotad och placerar den i hotkategorin arten som sårbar.